# Матис, Лионель
Лионе́ль Мати́с (фр. Lionel Mathis; родился 4 октября 1981 года в Монтрёй, Франция) — французский футболист, полузащитник.

## Клубная карьера
Матис — воспитанник клуба «Осер». В команде он провёл шесть сезонов в Лиге 1 и помог ей дважды завоевать Кубок Франции. В 2003 году Матис был признан лучшим молодым игроком года во Франции.
Летом 2007 года Лионель перешёл в «Сошо». 1 сентября в матче против «Кана» он дебютировал за новую команду.
Матис не всегда попадал в состав, поэтому по окончании сезона был отдан в аренду в «Генгам». 29 августа в поединке против «Седана» он дебютировал в Лиге 2. 6 февраля 2009 года в матче против «Бастии» Лионель забил свой первый гол за «Генгам». По окончании сезона руководство клуба выкупило трансфер Матиса. В 2009 году он помог команде выиграть национальный кубок. Лионель был выбран капитаном и в 2013 году вывел «Генгам» в элиту, а через год вновь стал обладателем Кубка Франции. В 2017 году Матис завершил профессиональную карьеру.

## Международная карьера
В 2000 году Матис в составе юношеской сборной Франции выиграл юношеский чемпионат Европы, а через два года стал финалистом молодёжного чемпионата Европы.

## Достижения
Командные
«Осер»
- Обладатель Кубка Франции — 2003
- Обладатель Кубка Франции — 2005

«Генгам»
- Обладатель Кубка Франции — 2009
- Обладатель Кубка Франции — 2014

Международные
Франция (до 18)
- Юношеский чемпионат Европы — 2000

Индивидуальные
- Молодой игрок года Франции по версии ПФА - 2003